# Шиндрилица (Илфов)
Шиндрилица (рум. Șindrilița) насеље је у Румунији у округу Илфов у општини Гањаса. Oпштина се налази на надморској висини од 75 m.

## Становништво
Према подацима из 2002. године у насељу је живело 1045 становника, од којих су сви румунске националности.